# Marmosa quichua
Espèce
Répartition géographique
Statut de conservation UICN

 LC  : Préoccupation mineure
Marmosa quichua est une espèce d'opossums de la famille des Didelphidae et endémique du Pérou.

## Description
Dans sa description originale, Oldfield Thomas indique que le spécimen en sa possession mesure 116 mm sans compter la queue qui fait 142 mm. Cette espèce présente une coloration fauve terne et a une fourrure épaisse d'environ 8 mm.

## Publication originale
- (en) Oldfield Thomas, « III.—On some small mammals from the District of Cuzco, Peru », Annals and Magazine of Natural History, Londres, Taylor & Francis, vol. 3, no 13,‎ janvier 1899, p. 40-44 (ISSN 0374-5481, OCLC 1481361, DOI 10.1080/00222939908678073, lire en ligne).